# Central da Copa
Central da Copa é um programa de televisão brasileiro criado pela TV Globo e exibido durante o período da Copa do Mundo FIFA de 1970, com qual foi o primeiro especial de futebol criado pela emissora.[carece de fontes?]
Durante a Copa do Mundo FIFA de 2010, uma nova versão da atração com o mesmo nome retornou a grade da emissora. Apresentada diretamente do Rio de Janeiro, possuía três horários fixos: um no período matutino, com Luís Ernesto Lacombe; um no período vespertino e um no período noturno, ambas sob o comando de Tiago Leifert. Desde então passou a ser exibida durante as Copas do Mundo masculinas, retornando nas edições de 2014, 2018 e 2022.
Em 2025, pela primeira vez, o programa passou a cobrir o novo formato da Copa do Mundo de Clubes FIFA, agora semelhante ao formado do Mundial de seleções.

## História

### 1970
Em sua estreia em 1970, o programa só continha um apresentador: Léo Batista, e dois repórteres espalhados na cidades-sedes do México. Mas a partir de 1973 o programa ganhou mais debatedores esportivos. Na equipe estavam Teixeira Heizer, Luíz Gambitto e Hilton Gomes. Mas nas copas seguintes, o formato foi mudando cada vez mais e mais.[carece de fontes?]
Em 2009, programa possuía um formato dinâmico com presença de plateia em alguns dias, além de convidados especiais e a participação dos telespectadores por meio da internet. Os horários de cada atração eram flexíveis por dependerem do começo e do término das transmissões dos jogos que ocorreram na África do Sul.

### 2010
Luís Ernesto Lacombe assumiu o Central da Copa - Manhã, que cobria os jogos das 08h30 e 11h (horários de Brasília), na primeira fase. Tiago Leifert assumiu o Central da Copa - Tarde, que cobria o jogo das 15h30 (horário de Brasília), na primeira fase. Tiago ficou responsável, também, pelo programa que foi veiculado dentro do Jornal da Globo. Nos dias em que ocorreram jogos da Seleção Brasileira, o programa cresceu no horário estipulado, chegando a quase uma hora de duração, com análises a todos os lances, antes do Jornal da Globo.
A participação do público no Central da Copa também foi constante. Em jogos do Brasil, principalmente, o público pode se manifestar quanto à Seleção e pode dizer o que estava achando da equipe, além de poder comentar, ao vivo, com um dos apresentadores.

#### Edição dominical
Nos domingos, após o Fantástico, Tiago Leifert comandava um Central da Copa especial com tudo o que aconteceu durante a semana na Copa do Mundo, além de vários acontecimentos nos bastidores da transmissão da TV Globo, com presença de plateia e do comentarista esportivo Caio Ribeiro. A presença de torcedores internacionais também faziam parte do programa em sua edição dominical. Na primeira delas, no dia 13 de junho, foram ao programa torcedores provindos da Argentina, da Alemanha e da Inglaterra cujos países já haviam enfrentado outras seleções na África do Sul.

#### Internet
O uso da Internet também era constante. Vídeos do YouTube foram exibidos dentro do programa, e o Twitter e o Skype também eram utilizados. O Central da Copa possuía um endereço no Twitter, no qual ambos os apresentadores eram responsáveis pela exibição de comentários e mensagens enviadas pelos telespectadores.

#### Após a Copa de 2010
Após o fim da Copa de 2010, o programa voltou a ser exibido no dia 10 de agosto de 2010, após a estreia do seriado A Cura, substituindo o Profissão Repórter, de Caco Barcellos.
Neste dia, houve o primeiro amistoso da Seleção Brasileira sob o comando de Mano Menezes, contra a Seleção dos Estados Unidos. Assim como na Copa do Mundo, o programa possuía os comentários de Caio Ribeiro e o comando de Tiago Leifert, apresentador da versão paulista do Globo Esporte.
Desde seu retorno à grade, o Central passou a ser exibido sempre nos dias de jogos da Seleção e, eventualmente, em edições especiais. Em 20 de novembro de 2011, o programa foi ao ar depois do Jornal Hoje, dentro da transmissão de uma cerimônia da FIFA, em Zurique, na Suíça. Tiago Leifert, Caio Ribeiro, Carlos Casagrande e convidados comentaram o evento, que anunciou São Paulo como a cidade que receberá o jogo de abertura da Copa de 2014 e o calendário de jogos da Copa das Confederações de 2013, no Brasil.

### 2014 e 2018

#### 2014
A Central da Copa voltou em 2014 para analisar os 64 jogos do Mundial do Brasil. Alex Escobar, Tiago Leifert e Caio Ribeiro apresentaram o programa que, além da plateia de 50 pessoas, contou com a interatividade do público pelas redes sociais.
Em dias de jogos do Brasil, o programa exibiu reportagens especiais e recebeu atores como convidados para debater lances e curiosidades sobre as partidas. Marcius Melhem, por exemplo, esteve no estúdio e brincou com a plateia do programa, que mais lembrava uma arquibancada.
Em 2014, a Central da Copa inovou. Usou uma mesa tática e um campo virtual para analisar o time de Felipão e o desempenho dos adversários do Brasil. O fundo do cenário também foi uma novidade, pois mudava em função dos estádios em que o Brasil jogava.

#### 2018
Para a Copa de 2018, os apresentadores são Tiago Leifert, Bárbara Coelho e Caio Ribeiro. Começou no dia 14 de junho e uma de suas novidades é um campo de futebol dentro do estúdio, para "reviver" algumas das jogadas. Conta com a colaboração da DJ Bárbara Labres, de Mariana Santos, o ex-goleiro da seleção Júlio César  e Léo Batista. O programa diferente das edições anteriores teve curta duração,sendo que foi exibido entre 14 de junho e 7 de julho, sábado seguinte a eliminação do Brasil na Copa de 2018. O programa passou a contar com a participação do humorista Carioca, no papel de Cascadura Junior. O programa foi o último apresentado por Leifert, que preferiu que a atração seja comandado por outras pessoas.

### 2022
Para a Copa de 2022, os apresentadores são Alex Escobar (apresentador do Globo Esporte), o ex-jogador Fred, a cantora Jojo Todynho e Lucas Gutierrez (apresentador do Segue o Jogo), além de participações especiais do humorista Marcelo Adnet e do narrador Galvão Bueno.
Foi exibida de 21 de novembro a 17 de dezembro de 2022, de segunda a sábado, mas também foi exibida em dois domingos, 27 de novembro e 4 de dezembro.

### 2025
Em 2025, pela primeira vez, o programa passou a cobrir o novo formato da Copa do Mundo de Clubes FIFA, agora semelhante ao formado do Mundial de seleções. Sob o comando de Tadeu Schmidt e Paulo Nunes, a atração contou com a presença dos "Cavalinhos do Fantástico".
Foi exibida de 16 de junho a 12 de julho de 2025, mas de segunda a sábado, sem exibição aos domingos.